# Tammi Øst

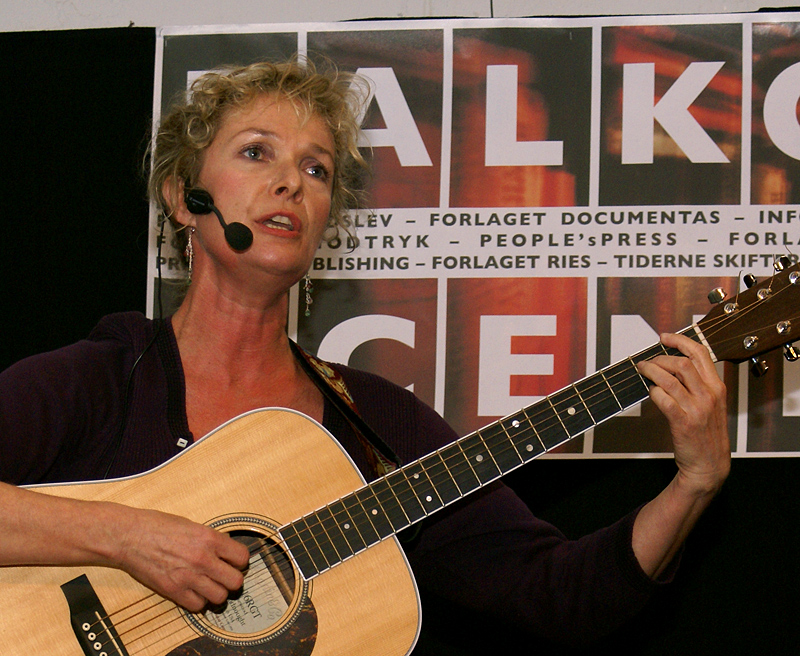
Tammi Øst (2008)

Tammi Øst (* 1. Oktober 1958 in Kopenhagen) ist eine dänische Schauspielerin.

## Leben
Tammi Øst absolvierte 1982 erfolgreich ihr Schauspielstudium an der Den Danske Scenekunstskole. Anschließend spielte sie vereinzelt in mehreren Filmen mit und war hauptsächlich am Theater zu sehen. Sie war von 1990 bis 1997 festes Ensemblemitglied am Det Kongelige Teater und wurde in dieser Zeit eine der profiliertesten dänischen Theaterschauspielerinnen. Mit insgesamt vier Auszeichnungen, drei als Beste Hauptdarstellerin und eine als Beste Nebendarstellerin, für den renommierten Theaterpreis Reumert ist sie die bis heute am häufigsten ausgezeichnete Schauspielerin. 1998 und 2018 erhielt sie den Teaterpokalen, 1994 den Henkel-Preis.
Mit dem Dannebrogorden wurde Øst 1996 ausgezeichnet.
Øst war mit dem Schauspieler Mikael Birkkjær verheiratet. Sie haben die gemeinsamen Kinder Rasmus und Andrea, die ebenfalls Schauspielerin ist. Seit 2013 ist sie mit dem Schauspieler Jens Jørn Spottag verheiratet.

## Filmografie
- 1985: Engel in Sachen Liebe (Når engle elsker)
- 1985: Haus der Dunkelheit (Min farmors hus)
- 1988: Katinka
- 1989: Ein Pony für zwei (Tarzan Mama Mia)
- 2001: Null Bock auf Landluft (Send mere slik)
- 2001: Unit One – Die Spezialisten (Rejseholdet , Fernsehserie, eine Folge)
- 2005–2006: Der Adler – Die Spur des Verbrechens (Ørnen: En krimi-odyssé , Fernsehserie, vier Folgen)
- 2006–2008: Anna Pihl – Auf Streife in Kopenhagen (Anna Pihl, Fernsehserie, 29 Folgen)
- 2010: Unter die Haut – Gefährliche Begierde (Kvinden der drømte om en mand)
- 2011: Vater hoch vier – Zurück zur Natur (Far til fire – tilbage til naturen)
- 2012: Kommissarin Lund – Das Verbrechen (Forbrydelsen, Fernsehserie, fünf Folgen)
- 2015: The Idealist – Geheimakte Grönland (Idealisten)
- 2018: Happy Ending – 70 ist das neue 70 (Happy Ending)
- 2018: Per im Glück (Lykke-Per)
- 2020: Eine total normale Familie (En helt almindelig familie)
- seit 2022: Befruchtet (Skruk)